# Жильбер Дьєндере
Жильбер Дьєндере (1960 , Уагадугу ) — військовий і політичний діяч Буркіна-Фасо; командир полку президентської гвардії Буркіна-Фасо за часів Блеза Компаоре і голова Ради національної демократії з 17 вересня 2015, після перевороту 16 вересня 2015.

## Біографія
Дьєндере брав участь у перевороті 1987 року, в результаті якого був убитий Томас Санкара, а Блез Компаоре став президентом. Дьєндре був одним з наближених Компаоре, очолюючи елітну президентську гвардію.
Після повалення Компаоре в кінці 2014 року Дьєндре був зміщений з посади командира президентської гвардії, але зберіг тісний зв'язок з нею. 16 вересня 2015 брав участь у військовому перевороті і оголошений головою новоствореної Ради національної демократії.
16 вересня 2015 Національна гвардія, затримала президента Мішель Кафандо і прем'єр-міністра Ісаак Зіда. 17 вересня, Дьєндере було призначено головою Національної ради за демократію, нової військової хунти.
Тим не менш, хунті не вдалося консолідувати свою владу по всій країні, і в кінцевому підсумку зіткнулася з тиском від лідерів сусідніх країн і регулярної армії, лояльна перехідному уряду Кафандо, після чого Дьєндере був змушений залишити посаду.
22 вересня було підписано мирну угоду між путчистами і регулярною армією. Сам Дьєндере визнав, що переворот був «великою помилкою».
А 23 вересня заарештований Мішель Кафандо і його уряд офіційно повернулися до виконання своїх обов'язків.
26 вересня стало відомо, що державна прокуратура Буркіна-Фасо заморозила активи генерала Жильбера Дьєндере. Також були заморожені активи ще 13 осіб, які підозрюються в причетності до змови проти президента Кафандо.